# Mahmoud Jibril
Mahmoud Jibril el-Warfally (em árabe: محمود جبريل الورفلي) (Bengazi, 28 de maio de 1952 – Cairo, 5 de abril de 2020) foi um político da Líbia, pertencente aos uarfalas, que presidiu o conselho executivo do Conselho Nacional de Transição entre 5 março e 23 outubro de 2011, tendo destacada atuação representando o interesse dos rebeldes líbios junto a outros países.
Durante as eleições de julho de 2012, liderou a maior coalização política na Líbia a Aliança das Forças Nacionais.

## Regime de Muammar Gadafi
Em 1975 obteve o grau de bacharel em economia e ciência política pela Universidade do Cairo, depois passou a integrar o corpo diplomático líbio no Chipre e na Organização das Nações Unidas (ONU).
Em setembro de 1978 chegou à Universidade de Pittsburgh, onde, em 1980, obteve o grau de Mestre em Ciência Política, e, em 1985, o grau de PHD em Planejamento Estratégico e Tomada de Decisão, na época impressionou os professores por sua compreensão das realidades políticas e econômicas do Oriente Médio.
Após concluir o doutorado, mudou-se para o Egito, onde fundou uma empresa de consultoria no Cairo, que chegou a ter escritórios em Trípoli, no Barém, nos Emirados Árabes Unidos, em Omã e no Sudão. Foi o autor de 10 livros, incluindo sua dissertação de mestrado: "Imagens e Ideologia na política dos EUA em relação a Líbia, 1969-1982", publicada em 1988, pela Editora da Universidade de Pittsburgh.
Depois de ter passado grande parte de sua vida adulta no exterior, principalmente nos Estados Unidos e no Egito, era pouco conhecido na Líbia até que Saif Al Islam o viu na Al Jazira o convidou para o Ministério do Planejamento da Líbia.
Apesar da recusa inicial, em 2007 voltou para a Líbia e começou a trabalhar no Líbia Visão 2025, que era um projeto do qual participaram cerca de 100 intelectuais líbios, incluindo economistas e defensores dos direitos humanos, o que o credenciou para presidir o Conselho Nacional Líbio de Desenvolvimento Econômico e dirigir o Conselho Nacional de Planejamento da Líbia, suas metas eram atualizar a infraestrutura do país, incentivar o investimento estrangeiro e criar intercâmbios entre universidades americanas e da Líbia.

## Durante aGuerra Civil Líbia
Foi um dos principais representantes do CNT no exterior, tendo se reunido com Nicolas Sarkozy em Paris no dia 10 de março de 2011 e também com Hillary Clinton em Paris, em meados de março, e pouco tempo depois em Londres.

## Morte
Morreu no dia 5 de abril de 2020, aos 67 anos, em decorrência da COVID-19.